# On l'appelle Spirito Santo
Pour plus de détails, voir Fiche technique et Distribution.
On l'appelle Spirito Santo (Uomo avvisato mezzo ammazzato... parola di Spirito Santo) est un western spaghetti italo-espagnol sorti en  1972, réalisé par Giuliano Carnimeo.

## Synopsis
Le pistolero Spirito Santo veut prendre possession d'un mine d'or. Il est obligé de s'allier avec un groupe de révolutionnaires qui s'opposent à un cruel dictateur : leur chef est celui qui connaît l'emplacement de la mine.

## Fiche technique
- Titre français : On l'appelle Spirito Santo
- Titre original italien : Uomo avvisato mezzo ammazzato... parola di Spirito Santo
- Titre espagnol : Y le llamaban el Halcón[1] ou El halcón de Sierra Madre[2]
- Genre : Western spaghetti
- Réalisateur : Giuliano Carnimeo (sous le pseudo d'Anthony Ascott)
- Scénario : Tito Carpi, Federico De Urrutia
- Production : Luciano Martino pour Lea Film, C.C. Astro
- Photographie : Miguel Fernández Mila
- Montage : Ornella Micheli
- Musique : Bruno Nicolai
- Décors : Jaime Pérez Cubero
- Costumes : José Luis Galicia
- Année de sortie : 1972[1]
- Durée : 94 minutes
- Pays :  Italie et  Espagne
- Visa de censure : 59839 du25 février 1972
  - Sortie en Italie : 30 mars 1972[2]
  - Sortie en Espagne : 11 mars 1974[2]
  - sortie en France : 15 novembre 1972[2]
- Distribution en Italie : Titanus

## Distribution
- Gianni Garko : Spirito Santo
- Pilar Velázquez : Juana
- Cris Huerta : Carezza
- Poldo Bendandi : général Ubarte
- Paolo Gozlino (sous le pseudo de Paul Stevens) : Samuel Crow
- George Rigaud  (comme Jorge Rigaud) : Don Firmino
- Aldo Barberito : Frère John
- Nello Pazzafini : colonel
- Fortunato Arena : Matadodos
- Carlo Gaddi : Fiesta
- Franco Pesce (en) : docteur
- Federico Boido (sous le pseudo de Rick Boyd) : Burt Crohn
- Pietro Ceccarelli
- Lino Coletta
- Dada Gallotti : Mae
- Thomas Rudy : adjoint d'Ubarte